# 운동사회 성폭력 뿌리뽑기 100인 위원회
운동사회 성폭력 뿌리뽑기 100인 위원회는 2000년 7월부터 2003년 10월까지 활동한 익명의 모임이다. 이 모임은 대학 총학생회, 노동조합, 사회운동 단체에서 벌어진 여성에 대한 남성의 성폭력 사건을 조사해 17명의 성폭력 가해 혐의자를 '운동사회 성폭력 가해자 명단'이라는 이름으로 공개한다. 이는 이른바 사회운동, 노동운동, 인권운동 진영 내부에서 격렬한 논쟁을 불러온다. 특히 논란을 부른 건 성폭력 또는 성폭력 의혹 사건을 공개하면서 '피해자 중심주의'라는 관점을 채택한 때문이다.
100인 위원회는 '피해자 중심주의'에 대해서 “우리는 성폭력의 개념이 피해자의 경험에 기반해 성립되어야 한다고 생각한다. 성폭력 사건의 특징이 사적인 자리에서 은밀히 발생하는 폭력이라는 것을 전제한다면 또 객관적 증거나 증인의 부재, 가해자와 피해자의 상반된 기억을 전제한다면 피해자의 진술만으로도 성폭력 사실 자체가 성립할 수 있다는 것이 우리의 생각이다.”라면서 “여성에 대한 폭력은 피해자 및 잠재적 피해자들의 정의로부터 출발되어야 하며, 따라서 반성폭력 운동은 피해자뿐만 아니라 잠재적 피해자들의 생존을 위한 권리주장의 성격을 지니고 있는 것이다.”고 밝혔다. 다르게 표현하면, 피해자 중심주의는 “남성의 시각과 언어로 구성되어왔던 '객관성'을 해체하고, 성폭력을 여성의 시각에서 재구성하는 작업”이다.
100인 위원회는 2003년 10월 활동백서를 발간하는 것으로 활동을 마무리한다. 이 사건은 여성운동 중 상당 부분이 노동운동 단체나 사회운동 단체와 다른 노선을 걷게 되고 진보적 인권운동과도 균열이 생기는 계기가 되었다.